# Kingsway
Kingsway è una delle strade principali nel centro di Londra, contrassegnata come parte della A4200. Inizia a High Holborn, nel nord di Camden e termina ad Aldwych. Fu costruita all'inizio del XX secolo e insieme ad Aldwych è uno dei percorsi principali che attraversano il centro di Londra.

## Storia
La strada è stata progettata come parte del piano di ricostruzione dell'area dall'inizio del XX secolo. I piani furono pubblicati dal London County Council nel 1898. Secondo loro, i labirinti di stradine e baraccopoli circostanti furono rimossi nella parte di Holborn. Uno dei pochi edifici sopravvissuti è la Chiesa della Santissima Trinità situata in Little Queen Street. La strada fu aperta ufficialmente nel 1905 ed è una delle strade più larghe di Londra (30 metri).
Sotto Kingsway ci sono tunnel della linea Piccadilly inutilizzati che collegano Holborn e Aldwych. La piattaforma sotterranea viene utilizzata per scene di film. Durante la seconda guerra mondiale, vi furono conservate opere d'arte del British Museum (inclusi i marmi di Elgin).
Le stazioni della metropolitana più vicine sono Holborn e Temple.